# کوالا کرای
کوالا کرای (به لاتین: Kuala Krai) یک منطقهٔ مسکونی در مالزی است که در کلانتان واقع شده‌است.